# Хало
Хало (на гръцки: ἅλως, още наричан аура, нимб, ореол) е оптичен феномен, създаден от ледени кристали и образуващ цветни или бели дъги и други форми в небето. Много често се образува около Слънцето или Луната, но всъщност може да бъде навсякъде по небето. Обикновено се образува в студени райони или при студено време, когато ледени кристали, наречени „диамантен прах“ плават във въздуха.
Има много разновидности на леденото хало. Образува се от ледени кристали на височината на перестите облаци (5 – 10 км) в горната част на тропосферата. Светлината се отразява и пречупва и по-късно се разлага на много цветове поради дисперсията. Кристалите се държат като призми, които отразяват и пречупват слънчевата светлина, която на свой ред дисперсира и образува красиви сияния.
Атмосферните феномени като хала̀та са използвани за прогнозиране на времето преди метеорологията.
Други оптични феномени, които включват отразяване на светлината през водни капки или ледени кристали, са дъгата и глория.

## Светлинен стълб
Светлинният стълб или слънчев стълб е вертикален стълб или колона от светлина, образуваща се обикновено по време на изгрев или залез. Изглежда, че се образува под слънцето, особено ако наблюдателят вижда феномена от високо или далече. Причината за явлението са шестоъгълни ледени кристали, които могат да бъдат разположени вертикално или хоризонтално. Обикновено хоризонталните са на около 6° над хоризонта, докато вертикалните са обикновено на около 20. Кристалите се ориентарат в близка до хоризонтална линия, като падат или плават през въздуха. Ширината и видимостта на светлинния стълб показват разположението на кристалите.
Светлинните стълбове могат да се формират и около Луната, като и около улични или други ярки светлини. Формираните от земна светлина стълбове обикновено се извисяват по-високо от формираните от Слънцето и Луната. Колкото е по-близо наблюдателят до източника на свена, толкова по-видима става ориентацията на ледените кристали.

## Кръгло хало
Кръглото хало, или 22-градусово хало, се формира, когато светлината се отрази от облак с ледени кристали и от течна вода във въздуха, например дъждовни капки, поставена срещуположно на облака. Понякога образуваната фигура е видима като кръг. По-ярки секции могат да се появят над, под или отстрани на центъра. Страничните секции могат да се срещнат и под имената „слънчеви кучета“ и „пархелии“ (лъжливи слънца). Тези отгоре и отдолу се наричат съответно горни слънчеви дъги и долни слънчеви дъги. 22-градусовото хало е обикновено червено отвътре и синьо отвън.
Дифрактният диск или въздушен диск е много подобен на кръглото хало, но е диск, или по-скоро пръстен и има червена граница. Неговият размер е колкото на ледените или водните частици, които го причиняват. познат е също като корона, но не трябва да се бърка със слънчевата корона.

## Хало от звуков удар
Свръхзвуков самолет, преминаващ звуковата бариера, формира бял облак от кондензирана вода, който бива оприличаван на хало.